# Сузгарьевское сельское поселение
Сузгарьевское се́льское поселе́ние — муниципальное образование в Рузаевском районе Мордовии Российской Федерации.
Административный центр — село Сузгарье.

## История
Образовано в 2005 году в границах сельсовета.
Законом от 24 апреля 2019 года, Ключаревское сельское поселение и одноимённый ему сельсовет были упразднены, входившие в их состав населённые пункты включены в Сузгарьевское сельское поселение и одноимённый ему сельсовет.

## Население
| 2002 | 2010 | 2012 | 2013  | 2014  | 2015 | 2016 |
| ---- | ---- | ---- | ----- | ----- | ---- | ---- |
| 832  | ↘781 | ↘774 | ↘756  | ↗775  | ↗785 | ↘768 |
| 2017 | 2018 | 2019 | 2020  | 2021  |      |      |
| ↗771 | ↘755 | ↘722 | ↗1132 | ↗1192 |      |      |

## Состав сельского поселения
| № | Населённый пункт     | Тип населённого пункта | Население |
| - | -------------------- | ---------------------- | --------- |
| 1 | Сузгарье             | село                   | ↘722      |
| 2 | Ключарёво            | село                   | ↗418      |
| 3 | Ключаревские Выселки | посёлок                | ↘3        |
| 4 | Поповка              | деревня                | ↗11       |
| 5 | Рыбный               | посёлок                | ↘24       |